# Paul Trautmann
Pour les articles homonymes, voir Trautmann.
Paul Trautmann (né le 16 décembre 1916 à Berlin) est un joueur professionnel allemand de hockey sur glace.

## Carrière
Paul Trautmann fait toute sa carrière au Berlin SC, avec lequel il remporte le titre de champion d'Allemagne en 1933, 1936 et 1937 ; il est aussi vice-champion en 1932.
Il participe aux Jeux olympiques de 1936 où l'équipe d'Allemagne joue à Garmisch-Partenkirchen,.